# 吞吞敏
吞吞敏，是緬甸政治人物。曾擔任缅甸国防军东北军区司令部准將以及果敢自治區代主席，2024年1月5日果敢同盟軍宣佈光復老街後，翌日率緬軍殘部向果敢同盟軍與佤邦聯合軍投降，被遣返后于腊戍遭缅甸国防军逮捕，目前下落不明。